# Ґенро

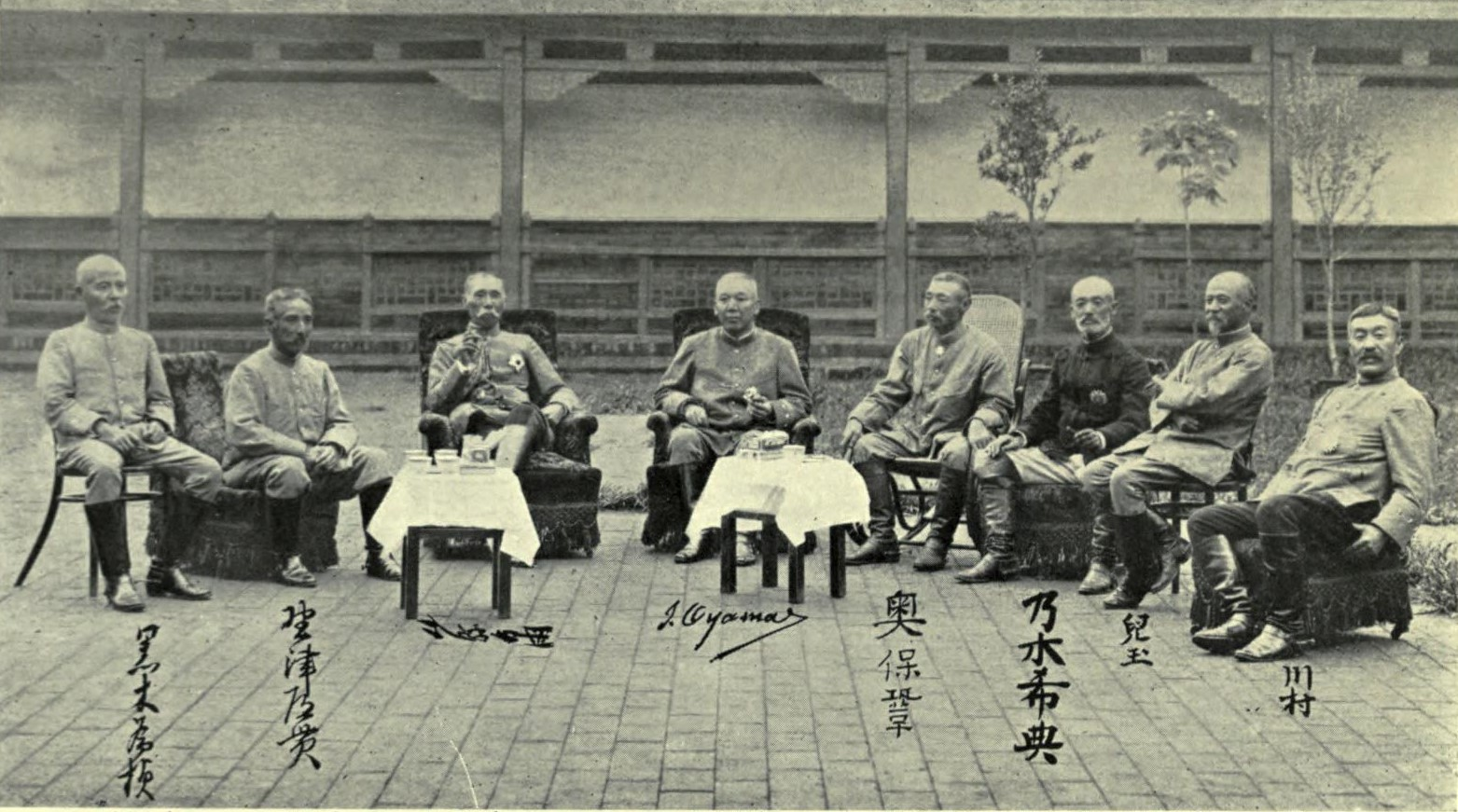
Seven of the military genkun and Nogi Maresuke (third from right) at Mukden in 1905

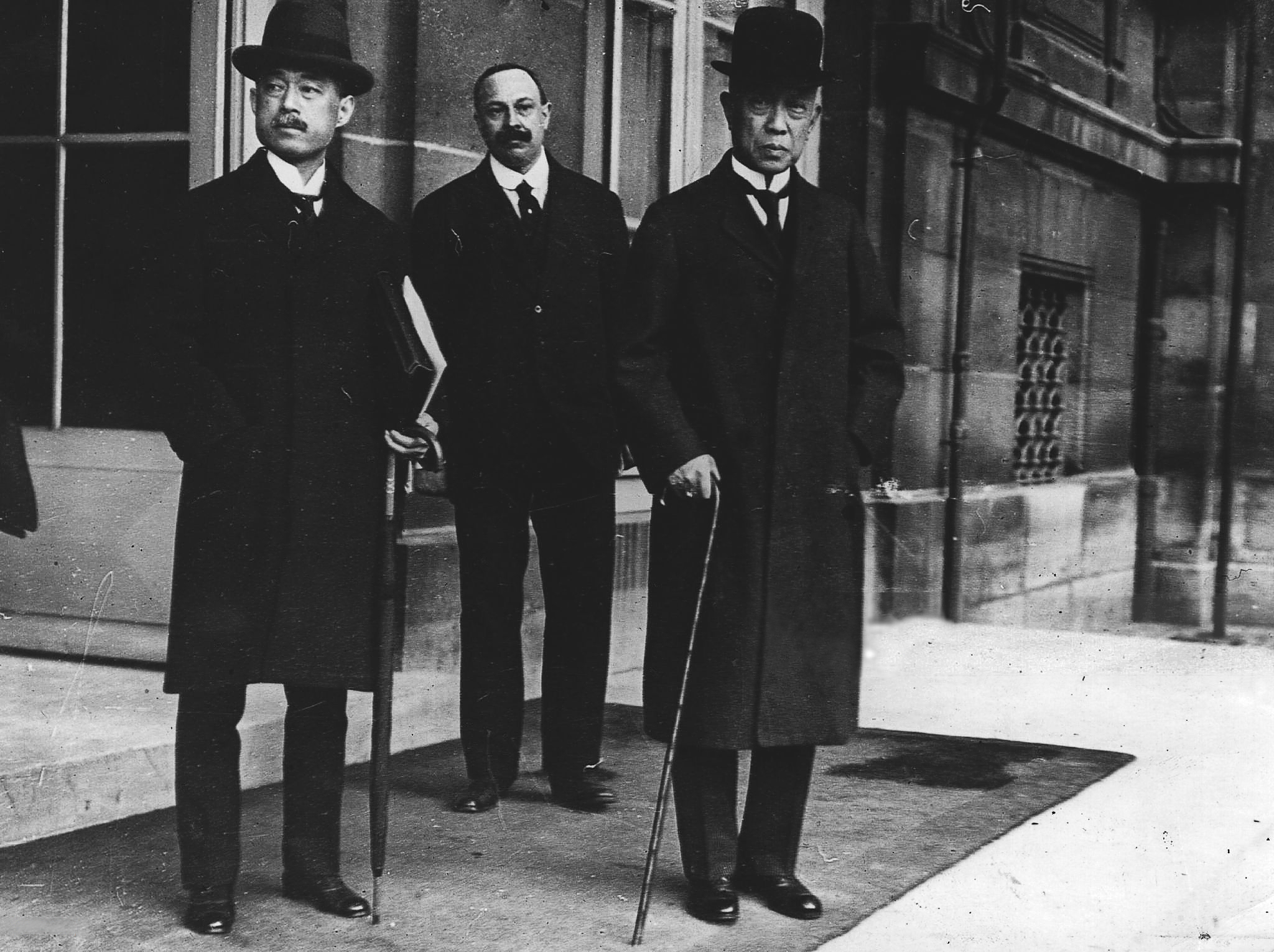
Saionji Kinmochi (right), one of the civilian genkun, at the Paris Peace Conference in 1919

Ґенро (яп. げんろう)— неконституційний орган при імператорі Японії з кінця XIX ст. до 1940. Мав дорадчі функції.
Ґенро мав значний вплив на формування державної політики. За рекомендацією цього органу імператор формував склад уряду, прислухався до порад в усіх найважливіших політичних справах.
Конституція Японії 1889 року не скасувала діяльність дорадчих органів при імператорі, в тому числі і Ґенро. У цьому органі позиції військових були дуже сильні, це сприяло розвитку Японії як мілітаризованої держави.
У 1912 помер імператор Мейдзі, і вплив угрупування Ґенро став закінчуватися.